# Dover (Arkansas)
Dover és una població dels Estats Units a l'estat d'Arkansas. Segons el cens del 2000 tenia 1.329 habitants.

## Demografia
Segons el cens del 2000, Dover tenia 1.329 habitants, 529 habitatges, i 372 famílies. La densitat de població era de 283,5 habitants/km².
Dels 529 habitatges en un 37,4% hi vivien nens de menys de 18 anys, en un 48,6% hi vivien parelles casades, en un 16,6% dones solteres, i en un 29,5% no eren unitats familiars. En el 26,8% dels habitatges hi vivien persones soles el 14,2% de les quals corresponia a persones de 65 anys o més que vivien soles. El nombre mitjà de persones vivint en cada habitatge era de 2,5 i el nombre mitjà de persones que vivien en cada família era de 3,01.
Per edats la població es repartia de la següent manera: un 29,3% tenia menys de 18 anys, un 10,2% entre 18 i 24, un 28,1% entre 25 i 44, un 18,6% de 45 a 60 i un 13,8% 65 anys o més.
L'edat mediana era de 32 anys. Per cada 100 dones de 18 o més anys hi havia 79 homes.
La renda mediana per habitatge era de 27.697 $ i la renda mediana per família de 33.879 $. Els homes tenien una renda mediana de 25.625 $ mentre que les dones 19.073 $. La renda per capita de la població era de 13.261 $. Entorn del 10,6% de les famílies i el 14,6% de la població estaven per davall del llindar de pobresa.

## Poblacions més properes
El següent diagrama mostra les poblacions més properes.